# Natalia Straub
Natalia Straub, née Natalia Kisseliova, est une joueuse d'échecs ukrainienne puis allemande née le 27 mai 1978 à Louhansk en Union soviétique.
Au 1er février 2021, elle est la 28e joueuse allemande avec un classement Elo de 2 137 points.

## Biographie et carrière
Grand maître international féminin depuis 1998, Straub remporta le championnat d'Ukraine d'échecs en 1994. Elle remporta la médaille de bronze au quatrième échiquier lors du Coupe d'Europe des clubs d'échecs de 2002.
Elle finit 32e-38e ex æquo du tournoi interzonal féminin en septembre 1995 avec 6 points sur 13. En 2001, elle participa au championnat du monde d'échecs féminin de 2001 à Moscou. Au  premier tour, elle battit la Chinoise Wang Yu au premier tour, puis perdit face à Alissa Galliamova au deuxième tour.
Elle est affiliée à la Fédération allemande des échecs dans les compétitions internationales depuis décembre 2007.
Natalia Straub participa au championnat d'Allemagne en 2015, finissant à la troisième place.